# Астрахань I
А́страхань I — железнодорожная станция Астраханского региона Приволжской железной дороги, находящаяся в городе Астрахани. Главная пассажирская железнодорожная станция города.

## История
Станция была открыта в сентябре 1909 года как конечный пункт участка Бузанский — Астрахань Рязано-Уральской железной дороги.Сквозное движение было открыто 15 декабря 1909 года по старому стилю после открытия движения по мосту через реку Бузан. В 1953 году часть бывшей Рязано-Уральской дороги и Сталинградская дорога были преобразованы в Приволжскую железную дорогу, станция Астрахань I стала относиться к Приволжской железной дороги.

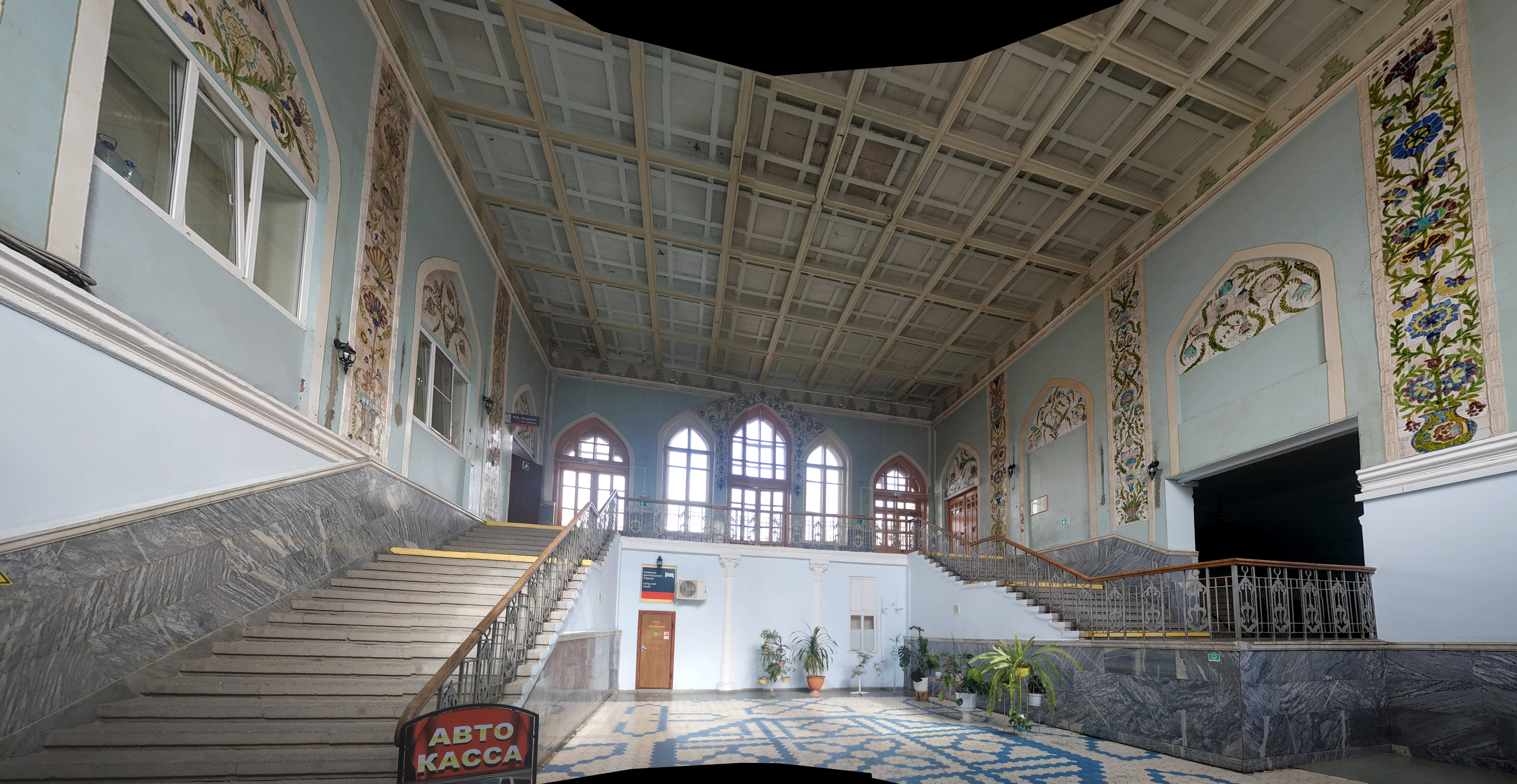
Фойе старого здания вокзала (2020)

Первоначально станция была тупиковой, линию завершал построенный вокзал в мавританском стиле. От него сохранился только западный флигель, примыкающий к новому зданию вокзала и первой платформе. В сентябре 1942 года, в связи со строительством железнодорожной линии Астрахань — Кизляр, старый вокзал был частично снесён. Новое здание вокзала было построено к 1970 году.
Путевое развитие станции подверглось реконструкции в 1985 году при прокладке второго пути на участке Верхний Баскунчак — Кутум. В 1990 году станция электрифицирована на переменном токе для пригородного сообщения по участку Кутум — ГПЗ (АГПЗ)/Аксарайская.
В 2006 году проведена повторная реконструкция станции: модернизирован вокзал, на первой платформе, примыкающей к залу ожидания, частично заменено асфальтовое покрытие на плитку.

## Описание
Станция состоит из 8 путей, из которых четыре (№ 1, 2, 3 и 4) используются для транзитного движения поездов, ещё один путь (№ 6) тупиковый и принимает/отправляет поезда с северного направления, а три других используются для отстоя хозяйственных составов, до 2011 года также производился отстой пассажирских поездов Астрахань — Грозный (перенумерован и продлён до Волгограда) и Астрахань — Махачкала (отменён). С 2018 года отстаивается дневной экспресс до Волгограда. Имеется погрузочная рампа. К северо-западу от станции имеется полузаброшенная база запаса пассажирских вагонов. Под путями станции в 1982 году проложен подземный переход, выходящий из здания вокзала, имеющий выход на вторую платформу, а также к улице Яблочкова и платформе № 3. Из северной горловины начинаются подъездные пути, ведущие к станкостроительному заводу и промзоне компании «Элко». Над южной горловиной стоит путепровод «Вокзальный мост».

## Деятельность
Станция является одной из самых напряжённых в Астраханском регионе Приволжской железной дороги. Является транзитной для проходящих через Астрахань пассажирских поездов и конечной для некоторых из них. Поезда, имеющие Астрахань I конечной станцией, обслуживаются вагонным депо Астрахань, пассажирские ТЭП70 проходят техосмотр в ТЧ Астрахань. Транзитные пассажирские поезда меняют локомотив в Артезиане. На станции производится остановка всех пригородных поездов, идущих из Астрахани в Аксарайский, Олейниково и АГПЗ.
Между Москвой и Астраханью курсирует фирменный поезд «Лотос». На протяжении длительного срока (на 2018 год — не менее 17 лет с учётом правопреемства графика от бывшего скорого поезда № 93/94) для приёма и отправки за ним закреплён 4-й станционный путь возле платформы № 1. По понедельникам, в связи с курсированием поезда № 55, приём состава и высадка пассажиров осуществляется на 6-м пути возле той же платформы.

### Пригородное сообщение
По состоянию на июль 2021 года через станцию курсируют следующие поезда пригородного сообщения:
| Маршруты пригородного сообщения | Маршруты пригородного сообщения | Маршруты пригородного сообщения | Маршруты пригородного сообщения |
| № поезда                        | Маршрут движения                | № поезда                        | Маршрут движения                |
| ------------------------------- | ------------------------------- | ------------------------------- | ------------------------------- |
| 6041/6043                       | Кутум — Аксарайская II          | 6042/6044                       | Аксарайская II — Кутум          |
| 6021                            | Кутум — ГПЗ                     | 6022/6024                       | ГПЗ — Кутум                     |
| 6031                            | Кутум — Дельта                  | 6032                            | Дельта — Кутум                  |
| 6033                            | Астрахань I — Астрахань II      | 6034                            | Астрахань II — Астрахань I      |
| 6061                            | Олейниково — Астрахань II       | 6062                            | Астрахань II — Олейниково       |

### Дальнее следование
По состоянию на май 2025 года через станцию курсируют следующие поезда дальнего следования:
| Круглогодичное обращение поездов | Круглогодичное обращение поездов | Круглогодичное обращение поездов | Круглогодичное обращение поездов |
| № поезда                         | Маршрут движения                 | № поезда                         | Маршрут движения                 |
| -------------------------------- | -------------------------------- | -------------------------------- | -------------------------------- |
| 5 «Лотос»                        | Астрахань — Москва               | 6 «Лотос»                        | Москва — Астрахань               |
| 41 «Дневной экспресс»            | Астрахань — Волгоград            | 42 «Дневной экспресс»            | Волгоград — Астрахань            |
| 85                               | Махачкала — Москва               | 86                               | Москва — Махачкала               |
| 109 «Андрей Тульников»           | Астрахань — Санкт-Петербург      | 110 «Андрей Тульников»           | Санкт-Петербург — Астрахань      |
| 133                              | Дербент — Москва                 | 134                              | Москва — Дербент                 |
| 147                              | Астрахань — Нижневартовск        | 148                              | Нижневартовск — Астрахань        |
| 301                              | Грозный — Волгоград              | 302                              | Волгоград — Грозный              |
| 373                              | Дербент — Тюмень                 | 374                              | Тюмень — Дербент                 |
| 625                              | Астрахань — Атырау               | 626                              | Атырау — Астрахань               |

| Сезонное обращение поездов | Сезонное обращение поездов        | Сезонное обращение поездов | Сезонное обращение поездов        |
| № поезда                   | Маршрут движения                  | № поезда                   | Маршрут движения                  |
| -------------------------- | --------------------------------- | -------------------------- | --------------------------------- |
| 249                        | Новокузнецк — Имеретинский курорт | 250                        | Имеретинский курорт — Новокузнецк |
| 465                        | Астрахань — Имеретинский курорт   | 466                        | Имеретинский курорт — Астрахань   |
| 545                        | Орск — Имеретинский курорт        | 546                        | Имеретинский курорт — Орск        |